# Louis Marie Baudouin

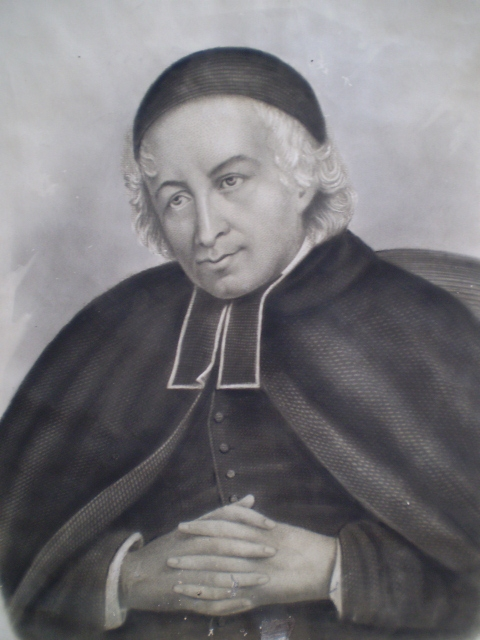
Louis Marie Baudouin

Louis Marie Baudouin fue un sacerdote francés, restaurador de los seminarios después de la Revolución Francesa y Fundador de dos congregaciones religiosas (las Ursulinas de Jesús en 1802 y los Hijos de María Inmaculada en 1804). Ha sido declarado Venerable por el Papa Benedicto XVI el 20 de diciembre de 2012. Se encuentra en proceso de beatificación.

## Biografía
Nació el 2 de agosto de 1765, en Montaigu, un pequeño pueblo de la Vendée, Francia, fue bautizado en la parroquia San Juan Bautista de su pueblo natal y creció en el seno de una familia pobre, siendo el 8º y último hijo de Jean Baudouin y Marie Blanchard. Pasa sus años de infancia y adolescencia en contacto con gente sencilla. En 1789 es ordenado sacerdote y en Montaigu celebra su primera Misa en medio de una difícil situación política: el estallido de la Revolución Francesa
La Constitución Civil del Clero, decretada por el gobierno en la época de la revolución, obliga a los sacerdotes a no obedecer al Papa. Muchos deciden irse fuera del país. Son cerca de siete mil sacerdotes que emigran a España. El 14 de septiembre de 1792, el padre Boudouin y su hermano, también sacerdote, se dirigen a Zaragoza pasando por Tolosa y Pamplona, donde residía el obispo de La Rochelle. Pocos meses pudieron permanecer en Zaragoza, pues el 2 de noviembre de 1792 sale una orden que prohíbe a los inmigrantes vivir en Madrid o en las capitales de provincias; y tras emprender otro largo viaje, llegan a Valencia después de la Navidad de ese año.
El 7 de marzo de 1793 se declara la guerra entre Francia y España, y en abril, el gobernador de Valencia expulsa a todos los sacerdotes franceses que están en su provincia. Decide emprender otro camino junto a Monseñor Paillou y otros dieciséis sacerdotes, entre ellos su hermano Pierre, quién al llegar a Madrid se enferma por lo que deciden separarse del grupo. El 18 de mayo de 1793 se instalan en Toledo donde permanecen, Pierre Martin Baudouin hasta su muerte y Louis Marie Baudouin hasta su vuelta a Francia.
Durante cuatro años permaneció a orillas del Tajo, fueron años de maduración y de trabajo. En los atardeceres compartiría con sus amigos sus proyectos y la Palabra de Dios; así se formó el futuro superior del seminario y fundador de familias religiosas. El 20 de febrero de 1797, Monseñor de Mercy envía una carta a Monseñor Paillou, donde solicita la vuelta de algunos sacerdotes exiliados, entre ellos se encuentra el Padre Baudouin. Después de muchas aventuras llega a Francia, en la noche del 14 de agosto de 1797, disfrazado de marino, desembarca de una nave que transportaba sal, con su amigo el Padre German Lebedesque.
Pasa dos años de vida clandestina, intentando reunir a las comunidades cristianas, nadie les traiciona. Los cristianos hacen lo imposible para frecuentar los sacramentos sin que el padre Baudouin sea descubierto. Durante el día, en su refugio, pasaba horas y horas de escucha de la palabra de Dios y de adoración ante el Sagrario. Muchas veces por las noches, salía de su refugio y, disfrazado de marino, iba a visitar a los enfermos acompañado de pescadores, que volvían de sus trabajos.
El 15 de agosto de 1798, ciento setenta y un seglares, convocados por el padre Baudouin, se consagran a María. Poco a poco la comunidad cristiana iba creciendo. El 13 de enero de 1800, fiel a su llamado a anunciar el evangelio entre los más pobres, decide fundar una congregación de sacerdotes religiosos, para evangelizar zonas rurales y ciudades y reconstruir los destrozos que dejó la revolución... y mujeres consagradas para colaborar con ellos; Así, en su refugio hace su consagración religiosa junto a su amigo el padre Lebedesque.
Este mismo año Napoleón Bonaparte restablece la libertad de culto en Francia. Así el padre Baudouin salió de su refugio, conocido por sus seguidores como "La Escondite" y viaja a La Jonchère cuyo párroco continúa en el exilio. En esta población atiende diecisiete parroquias. En mayo de 1801 el párroco de Chavagnes cae enfermo y expresa su voluntad de que el padre Baudouin le suceda. Llegó hasta aquí el 31 de julio de 1801 y, un año más tarde, el 2 de julio de 1802, su gran amiga Charlotte Ranfray y cinco amigas más atendieron a la llamada del Padre Baudouin. La vida espiritual de Chavagnes resucita y Charlotte cambia su nombre por el de "sor Saint Benoit" y es superiora de la nueva congregación de las "Hijas del Verbo Encarnado", hoy conocidas como Ursulinas de Jesús.
El Padre Baudouin estaba, para esta época muy preocupado por la falta de sacerdotes y decidió comenzar la restauración del seminario de Chavagnes, reunió a unos pocos jóvenes interesados y comenzó la formación. Fue el primer seminario que cobró vida en la región. En 1805 fue nombrado superior de este seminario, los alumnos le escuchaban con especial atención, decían entre sí que cuando el padre Baudouin contaba la vida de Jesús, parecía que la estuviera viviendo. Varios sacerdotes, amigos suyos, se unieron a él, dispuestos a vivir juntos y a congregarse como Religiosos del Verbo Encarnado En seis años, el seminario ya contaba con tres cientos jóvenes y ya comenzaba a caminar la congregación masculina.
El 15 de noviembre de 1811, se decretó que ninguna escuela superior eclesiástica podía estar en zonas rurales. Entonces el obispo pidió pasar el seminario a La Rochelle. Este fue un duro golpe para el Padre Baudouin, quien tuvo que dejar a las hermanas solas y atenderlas a distancia a través de cartas a la Madre de Saint Benoit. Tiempo después el obispo de Luçon lo nombró vicario general y superior del seminario, cargo que tuvo hasta 1825, cuando renunció por enfermedad.
Ya anciano vio brotar la semilla que creía muerta: la congregación de religiosos que tuvo que abandonar por sus responsabilidades en el seminario. Louis Marie Baudouin murió el 12 de febrero de 1835, a la edad de 70 años. Los Religiosos del Verbo Encarnado recordaban sus últimas palabras: "María es vuestra madre", y las Ursulinas de Jesús: "La caridad es un amor sin medidas... ámense unas a otras".
El 20 de diciembre de 2012 el Papa Benedicto XVI reconoció sus virtudes heroicas mediante un Decreto por el que le dio el título de Venerable.